# Växjö
Växjö (prononcé [ˈvɛkːˌɧøː]) est une ville suédoise de la province méridionale du Småland. Elle compte 84 800 habitants en 2012.
La ville de Växjö est le siège de la Commune de Växjö et le centre principal, administratif, culturel et industriel du Comté de Kronoberg.

## Population
| 1960   | 1965   | 1970   | 1975   | 1980   | 1990   | 1995   |
| ------ | ------ | ------ | ------ | ------ | ------ | ------ |
| 22 784 | 29 354 | 39 019 | 40 328 | 42 632 | 46 735 | 49 865 |

| 2000   | 2005   | 2010   | 2015   | 2020   | - | - |
| ------ | ------ | ------ | ------ | ------ | - | - |
| 51 790 | 55 600 | 60 887 | 65 383 | 71 282 | - | - |

## Une ville témoin pour le développement durable
L’action écologique de Växjö a commencé dans les premières années 1970, alors que les lacs des environs étaient gravement pollués par l’agriculture et les industries locales. Un grand nettoyage a été entrepris et quand les élus ont pris conscience de ce qui pouvait être fait, Växjö s’est engagée dans une voie qui en a fait une des villes les plus vertes d’Europe.
Située dans un cadre de forêts et de lacs dans le sud de la Suède, Växjö s’est donné pour objectif de s’affranchir complètement des énergies fossiles. C'est ainsi qu'en 2006, plus de la moitié de la consommation d’énergie de la ville provenait de sources renouvelables.
Les stations d’épuration municipales produisent du biogaz, l’université est chauffée aux pellets et la piscine de la ville est surmontée de panneaux solaires. Les pistes cyclables ont été développées aux dépens des routes, les habitants et les entreprises peuvent obtenir des aides financières pour l’achat de voitures écologiques et ensuite stationner gratuitement.
En 1996, la municipalité s’était fixé pour objectif de réduire de 50 % les émissions de dioxyde de carbone par habitant d’ici à 2010. Début 2007, le prix « Énergie durable pour l’Europe » a été décerné à Växjö par la Commission européenne.

Les objectifs environnementaux de Växjö pour 2015 sont :
- Convertir 30 % des terres agricoles en cultures biologiques,
- Réduire de 20 % la consommation de papier,
- Réduire de 20 % par personne la consommation d’électricité,
- Augmenter de 20 % la circulation cycliste en ville,
- Augmenter de 20 % l’utilisation des transports en commun.

## Lieux et monuments
- Institut des émigrants suédois

## Transports
Växjö est située au croisement des routes nationales 23, 25, 27, 29, 30 et 37.
Située au centre-ville la gare de Växjö dispose de quatre quais et est située sur la ligne Côte à côte (sv).
L'aérodrome de Växjö se trouve à 10 kilomètres au nord-ouest du centre-ville de Växjö.
Il assure des vols internationaux.

## Jumelages
- Åbenrå (Danemark)
- Almere (Pays-Bas) depuis 1987
- Duluth (États-Unis) depuis 1987
- Kaunas (Lituanie) depuis 1990
- Lancaster (Angleterre) depuis 1996
- Lohja (Finlande)
- Pobiedziska (Pologne) depuis 1991
- Ringerike (Norvège)
- Schwerin (Allemagne) depuis 1997
- Skagaströnd (Islande)

## Personnalités liées à la ville
- Stefan Edberg, joueur de tennis
- Stefan Johansson, pilote automobile
- Jonas Jonasson, écrivain
- Pär Lagerkvist, écrivain
- Mats Wilander, joueur de tennis

C'est la ville natale des joueurs de tennis Jonas Björkman et Mats Wilander, du pilote de Formule 1 Stefan Johansson, des footballeurs Thomas Ravelli et Andreas Ravelli mais aussi là où la championne d'heptathlon Carolina Klüft a grandi.
Carl von Linné y a effectué ses études depuis l'âge de 9 ans jusqu'à sa vingtième année. L'université de la ville, accueillant 14 000 étudiants, est par ailleurs particulièrement dynamique.
Le groupe de glam rock Danger est originaire de cette ville, et y vit.
C'est aussi la ville de naissance de Jonas Jonasson, auteur du roman Le Vieux qui ne voulait pas fêter son anniversaire, la ville étant maintes fois mentionnée dans le livre.